# Kuumaa
Kuumaa (po polsku "gorący"/"gorąco") – założony w roku 2016 fiński zespół, prezentujący repertuar muzyki pop. Zespół składa się z trzech członków – Johannesa Brotherusa (wokalisty), Jonttu Luhtavaary (perkusisty) i Aarniego Soivio (basisty).

## Kariera
Zespół podpisał kontrakt nagraniowy z Universal Music na podstawie pierwszego dema w październiku 2016 roku. Kuumaa, pomimo że nie wydała jeszcze ani jednej piosenki, miała zaprezentować się na festiwalu Provinssi. To tam w maju 2017 wydany został pierwszy singiel grupy – "Uppoon suhun". Drugim opublikowanym singlem był "Hulluista runoista". Po wydaniu łącznie dziewięciu piosenek, 26 kwietnia 2019 skompletowany został pierwszy album grupy – "Kuumaa".

## Albumy
- Kuumaa,
- Hyvikset ja pahikset,
- Pisara meressä.